# Javier Calleja
Javier Calleja Revilla, noto come Javi Calleja (Madrid, 12 maggio 1978), è un allenatore di calcio ed ex calciatore spagnolo, di ruolo centrocampista, tecnico dell'Al-Riyadh.

## Statistiche

### Statistiche da allenatore
Statistiche aggiornate al 9 febbraio 2020.
| Stagione         | Squadra          | Campionato       | Campionato | Campionato | Campionato | Campionato | Coppe nazionali | Coppe nazionali | Coppe nazionali | Coppe nazionali | Coppe nazionali | Coppe continentali | Coppe continentali | Coppe continentali | Coppe continentali | Coppe continentali | Altre coppe | Altre coppe | Altre coppe | Altre coppe | Altre coppe | Totale | Totale | Totale | Totale | % Vittorie | Piazzamento               | Piazzamento |
| Stagione         | Squadra          | Comp             | G          | V          | N          | P          | Comp            | G               | V               | N               | P               | Comp               | G                  | V                  | N                  | P                  | Comp        | G           | V           | N           | P           | G      | V      | N      | P      | %          |                           |             |
| ---------------- | ---------------- | ---------------- | ---------- | ---------- | ---------- | ---------- | --------------- | --------------- | --------------- | --------------- | --------------- | ------------------ | ------------------ | ------------------ | ------------------ | ------------------ | ----------- | ----------- | ----------- | ----------- | ----------- | ------ | ------ | ------ | ------ | ---------- | ------------------------- | ----------- |
| ago.-set. 2017   | Villarreal B     | SDB              | 6          | 4          | 2          | 0          | -               | -               | -               | -               | -               | -                  | -                  | -                  | -                  | -                  | -           | -           | -           | -           | -           | 6      | 4      | 2      | 0      | 66,67      | promosso in prima squadra |             |
| set. 2017-2018   | Villarreal       | PD               | 32         | 16         | 6          | 10         | CR              | 4               | 2               | 0               | 2               | UEL                | 7                  | 2                  | 2                  | 3                  | -           | -           | -           | -           | -           | 43     | 20     | 8      | 15     | 46,51      | sub. 5°                   |             |
| 2018-2019        | Villarreal       | PD               | 32         | 10         | 10         | 12         | CR              | 2               | 1               | 1               | 0               | UEL                | 11                 | 4                  | 5                  | 2                  | -           | -           | -           | -           | -           | 45     | 15     | 16     | 14     | 33,33      | 14°                       |             |
| 2019-2020        | Villarreal       | PD               | 38         | 18         | 6          | 14         | CR              | 5               | 4               | 0               | 1               | -                  | -                  | -                  | -                  | -                  | -           | -           | -           | -           | -           | 43     | 22     | 6      | 15     | 51,16      | 5°                        |             |
| Totale Villareal | Totale Villareal | Totale Villareal | 102        | 44         | 22         | 36         |                 | 11              | 7               | 1               | 3               |                    | 18                 | 6                  | 7                  | 5                  |             | -           | -           | -           | -           | 131    | 57     | 30     | 44     | 43,51      |                           |             |
| Apr.-giu. 2021   | Alavés           | PD               | 9          | 4          | 3          | 2          | CR              | 0               | 0               | 0               | 0               | -                  | -                  | -                  | -                  | -                  | -           | -           | -           | -           | -           | 9      | 4      | 3      | 2      | 44,44      | Sub., 16°                 |             |
| ago.-dic. 2021   | Alavés           | PD               | 18         | 4          | 3          | 11         | CR              | 2               | 1               | 0               | 1               | -                  | -                  | -                  | -                  | -                  | -           | -           | -           | -           | -           | 20     | 5      | 3      | 12     | 25,00      | Eson.                     |             |
| Totale Alaves    | Totale Alaves    | Totale Alaves    | 27         | 8          | 6          | 13         |                 | 2               | 1               | 0               | 1               |                    | -                  | -                  | -                  | -                  |             | -           | -           | -           | -           | 29     | 9      | 6      | 14     | 31,03      |                           |             |
| Totale carriera  | Totale carriera  | Totale carriera  | 135        | 56         | 30         | 49         |                 | 13              | 8               | 1               | 4               |                    | 18                 | 6                  | 7                  | 5                  |             | -           | -           | -           | -           | 166    | 70     | 38     | 58     | 42,17      |                           |             |

## Palmarès

### Giocatore

#### Competizioni internazionali
- Coppa Intertoto UEFA: 2

Villarreal: 2003, 2004